# Microsoft Windows Server 2019
Windows Server 2019（ウィンドウズ サーバー 2019）は、マイクロソフトによって開発されたWindows NT系に属するサーバー向けのオペレーティングシステムである。Essentials、Standard、Datacenterの3エディションがある。

## 歴史
Windows Server 2019は、2018年3月20日に発表され、同日、Windows Insider向けにプレビュー版が提供された。 製品版は2018年9月2日にリリースされた。
2018年10月6日から、Windowsバージョン1809（build 17763）のアップグレードインストール時にユーザーデータが削除されるという問題をマイクロソフトが調査する間、当該バージョンの配信が一時停止された。この問題は、「ユーザープロファイルフォルダー（例：Documents、Music、Pictures）が別の場所に移動されているが、データは元の場所に残っている」というようなシステムに影響を及ぼすものだった。Windows Server 2019はWindows 10バージョン1809のコードベースに基づいているため、Server 2019もまた当時の配信から削除されていたが、現地時間2018年11月13日（日本時間2018年11月14日）に再リリースされた。Server 2019のソフトウェア製品ライフサイクル (en:Software product life cycle) は、新しいリリース日に合わせてリセットされた。

## 主な機能
Windows Server 2019は、新たに以下の機能に対応した。
- Kubernetesの試験的な対応
- Windows 10 1809からのGUI新機能
  - Storage Spaces Direct (記憶域スペースダイレクト)
  - Storage Migration Service
  - Storage Replica
  - System Insights
- Windows Defenderの改善
- Windows Admin Center（英語版）

## バージョンの歴史
| 10.0.17623                                             | 2018年3月20日 |
| 10.0.17627                                             | 2018年3月24日 |
| 10.0.17666                                             | 2018年5月15日 |
| 10.0.17692                                             | 2018年6月19日 |
| 10.0.17709                                             | 2018年7月10日 |
| 10.0.17713                                             | 2018年7月16日 |
| 10.0.17723                                             | 2018年7月31日 |
| 10.0.17733                                             | 2018年8月14日 |
| 10.0.17738                                             | 2018年8月21日 |
| 10.0.17744                                             | 2018年8月28日 |
| 10.0.17763                                             | 2018年9月2日  |
| 凡例サポート終了サポート中現行バージョン将来のリリース |               |